# Liste des épisodes de High School DxD
Cet article est un complément de l’article sur le light novel High School DxD. Il contient la liste des épisodes des différentes saisons de la série télévisée d'animation.

## Liste des épisodes

### High School DxD
| No       | Titre français                        | Titre japonais         | Titre japonais                 | Date de 1re diffusion |
| No       | Titre français                        | Kanji                  | Rōmaji                         | Date de 1re diffusion |
| -------- | ------------------------------------- | ---------------------- | ------------------------------ | --------------------- |
| 1        | J'ai une petite amie !                | 彼女、できました!      | Kanojo, Dekimashita!           | 6 janvier 2012        |
| 2        | Je ne suis désormais plus un humain ! | 人間、やめました!      | Ningen, Yamemashita!           | 13 janvier 2012       |
| 3        | Je me suis fait un nouvel ami !       | 友達、できました!      | Tomodachi, Dekimashita!        | 20 janvier 2012       |
| 4        | Sauve mon ami !                       | 友達、救います!        | Tomodachi, Sukuimasu!          | 27 janvier 2012       |
| 5        | Vaincre mon ex petite-amie !          | 元カノ、倒します!      | Motokano, Taoshimasu!          | 3 février 2012        |
| 6        | Je suis un Démon professionnel !      | アクマ、やってます!    | Akuma, Yattemasu!              | 10 février 2012       |
| 7        | Mon familier à moi !                  | 使い魔、ゲットします!  | Tsukaima, Getto Shimasu!       | 17 février 2012       |
| 8        | L'art de la dispute !                 | 喧嘩、売ります!        | Kenka, Urimasu!                | 24 février 2012       |
| 9        | Mon entraînement commence !           | 修行、はじめました!    | Shugyō, Hajimemashita          | 2 mars 2012           |
| 10       | La guerre commence !                  | 決戦、始まります!      | Kessen, Hajimarimasu!          | 9 mars 2012           |
| 11       | C'est vraiment la guerre !            | 絶賛、決戦中です !     | Zessan, Kessenchū desu!        | 16 mars 2012          |
| 12       | Je suis venu tenir ma promesse !      | 約束、守りに来ました ! | Yakusoku, Mamori ni Kimashita! | 23 mars 2012          |
| 13 (OAV) | La floraison des seins !              | おっぱい、実ります！   | Oppai, Minorimasu!             | 6 septembre 2012      |
| 14 (OAV) | J'aimerais des seins !                | おっぱい、求めます!    | Oppai, Motomemasu!             | 31 mai 2013           |

### High School DxD New
| No       | Titre français                                 | Titre japonais                 | Titre japonais                        | Date de 1re diffusion |
| No       | Titre français                                 | Kanji                          | Rōmaji                                | Date de 1re diffusion |
| -------- | ---------------------------------------------- | ------------------------------ | ------------------------------------- | --------------------- |
| 1        | Une fois de plus, une prémonition troublante ! | 不穏な予感、再びです!          | Fuon'na Yokan, Futatabi desu!         | 7 juillet 2013        |
| 2        | Voilà les Épées sacrées !                      | 聖剣、来ました!                | Seiken, Kimashita!                    | 14 juillet 2013       |
| 3        | Je détruirai les Épées sacrées !               | 聖剣、破壊します!              | Seiken, Hakai Shimasu!                | 21 juillet 2013       |
| 4        | Un incroyable ennemi apparaît !                | 強い敵、現れました!            | Kyōiteki, Arawaremashita!             | 28 juillet 2013       |
| 5        | Bataille décisive au lycée Kuho !              | 決戦、駒王学園!                | Kessen, Kuō Gakuen!                   | 4 août 2013           |
| 6        | Allez le club d'occultisme !                   | 行け! オカルト研究部!          | Ike! Okaruto Kenkyū-bu!               | 11 août 2013          |
| 7        | Été! Maillot de bain! Problèmes !              | 夏です！水着です！ピンチです！ | Natsu desu! Mizugi desu! Pinchi desu! | 18 août 2013          |
| 8        | La journée d'observation !                     | 授業参観、はじまります！       | Jugyō Sankan, Hajimarimasu!           | 25 août 2013          |
| 9        | J'ai un kohai !                                | 後輩、できました！             | Kōhai, Dekimashita!                   | 1er septembre 2013    |
| 10       | Problèmes hiérarchiques !                      | 色々、三すくみです！           | Iroiro, Sansukumidesu!                | 8 septembre 2013      |
| 11       | La réunion des chefs commence !                | トップ会談、はじまります！     | Toppu Kaidan, Hajimarimasu!           | 15 septembre 2013     |
| 12       | Le combat des deux dragons célestes!           | 二天龍、激突！                 | Ni Tenryū, Gekitotsu!                 | 22 septembre 2013     |
| 13 (OAV) | Seins, Rebondissez!                            | おっぱい、包みます！           | Oppai, Tsutsumimasu!                  | 15 mars 2015          |

### High School DxD BorN
| No       | Titre français                          | Titre japonais            | Titre japonais                  | Date de 1re diffusion |
| No       | Titre français                          | Kanji                     | Rōmaji                          | Date de 1re diffusion |
| -------- | --------------------------------------- | ------------------------- | ------------------------------- | --------------------- |
| 1        | C'est l'été ! Direction les Enfers !    | 夏休み、冥界へGO!         | Natsuyasumi, Meikai e GO!       | 4 avril 2015          |
| 2        | Jeunes démons, rassemblement !          | 若手悪魔、集合です!       | Wakate Akuma, Shūgōdesu!        | 11 avril 2015         |
| 3        | Chat et dragon                          | 猫とドラゴン              | Neko to doragon                 | 18 avril 2015         |
| 4        | Que la contre-attaque commence !        | 迎撃、開始です!           | Geigeki, kaishidesu!            | 25 avril 2015         |
| 5        | C'est la fin des vacances !             | 夏休 み最後の日です!      | Natsuyasumi mi saigo no hidesu! | 2 mai 2015            |
| 6        | Le 2e trimestre a commencé !            | 二学期、はじまりましだ!   | Nigakki, Hajimarimashida!       | 9 mai 2015            |
| 7        | C'est la veille du tournoi !            | 対戦前夜です!             | Taisen zen'yadesu!              | 16 mai 2015           |
| 8        | Je sauverai Asia !                      | アーシア、救います！      | Āshia, sukuimasu!               | 23 mai 2015           |
| 9        | Le Dragon des dragons                   | ドラゴン・オブ・ドラゴン! | Doragon Obu Doragon!            | 30 mai 2015           |
| 10       | La Fin du club de recherches occultes ? | オカ研消失!?              | Oka-ken shōshitsu!?             | 6 juin 2015           |
| 11       | Je vais me battre !                     | 俺、戦います!             | Ore, Tatakaimasu!               | 13 juin 2015          |
| 12       | Toujours et pour l'éternité !           | いつでも、いつまでも！    | Itsudemo, Itsumademo!           | 20 juin 2015          |
| 13 (OAV) | Le Phoenix Mortel                       | 蘇らない不死鳥            | Yomigaerarenai Fenikkusu        | 9 décembre 2015       |

### High School DxD Hero
| No | Titre français                                                       | Titre japonais                                          | Titre japonais                                            | Date de 1re diffusion |
| No | Titre français                                                       | Kanji                                                   | Rōmaji                                                    | Date de 1re diffusion |
| -- | -------------------------------------------------------------------- | ------------------------------------------------------- | --------------------------------------------------------- | --------------------- |
| 0  | La sainte dans le Gymnase                                            | 体育館裏のホーリー                                      | Taīkukan ura no Hōrī                                      | 10 avril 2018         |
| 1  | C'est vrai, allons à Kyoto                                           | そうさ、京都に行こう                                    | Sō sa, Kyōto ni ikou                                      | 17 avril 2018         |
| 2  | Voyage scolaire, une attaque abrupte                                 | 修学旅行、いきなり襲撃です                              | Shūgakuryokō, Ikinari Shūgekidesu                         | 24 avril 2018         |
| 3  | Le parti des héros                                                   | 英雄さまごー行です                                      | Eiyū-sama go ikkō desu                                    | 1er mai 2018          |
| 4  | Épreuve de force! Famille Gremory vs faction de héros à Kyoto        | 決戦!グレモリー眷属VS英雄派IN京都                       | Kessen! Guremorī Kenzoku VS Eiyū-ha IN Kyōto              | 8 mai 2018            |
| 5  | Mon potentiel libéré                                                 | 可能性が解き放たれます!                                 | Kanōsei ga Tokihanata remasu!                             | 15 mai 2018           |
| 6  | Le voyage scolaire est à Pandemonium                                 | 修学旅行はパンデモニウム                                | Shūgakuryokō wa Pandemoniumu                              | 22 mai 2018           |
| 7  | Nous préparons le festival scolaire!                                 | 学園祭の準備です！                                      | Gakuen-sai no Junbi desu!                                 | 29 mai 2018           |
| 8  | Le cœur d'une fille est compliqué                                    | 乙女心は複雑です                                        | Otome Kokoro wa Fukuzatsu desu                            | 5 juin 2018           |
| 9  | La bataille décisive de la jeunesse la plus forte commence!          | 若手最強決定戦、開始です                                | Wakate Saikyō Kettei-sen, Kaishi desu!                    | 12 juin 2018          |
| 10 | En tant que membre de la famille de Rias Gremory                     | リアス・グレモリーの眷属として                          | Riasu Guremorī no Kenzoku to shite                        | 19 juin 2018          |
| 11 | Vie max vs puissance max, homme contre homme                         | life.MAX VS power.MAX『赤龍帝 対 獅子王』               | life.MAX vs power.MAX『Otoko tai Otoko』                  | 26 juin 2018          |
| 12 | Vie maximale vs puissance maximale, Festival de l'école Cœur de Lion | life.MAXIMUM VS power.MAXIMUM『学園祭のライオンハート』 | life.MAXIMUM VS power.MAXIMUM『Gakuen-sai no Raion Hāto』 | 3 juillet 2018        |

### Spécial -Libérer les désillusions oscillantes Vidéo originale
| No | Titre français                      | Titre japonais                 | Titre japonais                        | Date de 1re diffusion |
| No | Titre français                      | Kanji                          | Rōmaji                                | Date de 1re diffusion |
| -- | ----------------------------------- | ------------------------------ | ------------------------------------- | --------------------- |
| 1  | On va prendre un bain de soleil     | 海水浴、行きます               | Kaisuiyoku, Ikimasu                   | 21 mars 2012          |
| 2  | L'entraînement privé d'Akeno-senpai | 朱乃お姉さま、個人修行ですわ   | Akeno Onee-sama, Kojin Shugyō desu wa | 25 avril 2012         |
| 3  | Koneko, une autre facette... Miaou  | 小猫、ちょっと大胆、、、にゃん | Koneko, Chotto Daitan... Nyan         | 23 mai 2012           |
| 4  | L'origine du briseur d'habits ?     | ドレスブレイク、誕生秘話？     | Doresu Bureiku, Tanjō Hiwa?           | 27 juin 2012          |
| 5  | Préparons un Udon !                 | うどん、作ります!              | Udon, Tsukurimasu!                    | 25 juillet 2012       |
| 6  | Asia se transforme !                | アーシア、変身します!          | Āshia, Henshin Shimasu!               | 29 août 2012          |